# Бейра (антилопа)
Бейра (Dorcatragus megalotis) — небольшая антилопа семейства полорогих, единственный представитель монотипического рода Dorcatragus. Название «бейра» происходит от сомалийского «бехра».

## Описание
Шерсть грубая, сверху рыжевато-серая, на брюхе — светлая. Голова желтовато-рыжая, с чёрными веками и белыми полукружьями вокруг глаз. Уши длиной 15 см и шириной 7,5 см; их внутренняя поверхность светлая. У самцов имеются короткие вертикальные рожки длиной 7,5—10 см (до 14 см).
Хвост пушистый. Ноги стройные, желтовато-коричневые. Высота в холке 46—61 см, масса 9—11 кг.

## Распространение
Населяет каменистые холмы и сухие плато севера Сомали, Джибути и восточной Эфиопии.

## Образ жизни
Этому виду, как и большей части других антилоп, свойственна утренне-вечерняя активность; в середине дня бейра отдыхает. Эти антилопы крайне осторожны; избегать опасности им помогают чуткие уши. Потревоженные, они могут передвигаться скачками от камня к камню, подобно горным козам. Адаптированы к засушливым местообитаниям и могут обходиться без водопоя: им достаточно той влаги, которая содержится в пище (листья кустарников, трава).
Живут парами или небольшими группами (во главе с одним самцом). Беременность длится 6 месяцев.
Главные враги: лев, леопард, а также каракал, гиена, шакал.

## Природоохранный статус
Относится к категории видов, находящихся в уязвимом положении. Разработана программа по разведению антилопы бейры в питомнике Эль-Вабра (Катар), где в настоящее время содержится 35 антилоп.